# Thousand Arms
Thousand Arms é um jogo eletrônico RPG para o console PlayStation. Mono-jogador, o jogo foi lançado pela Atlus em 17 de dezembro de 1998 no Japão e em 30 de setembro de 1999 nos Estados Unidos.
Os combates de Thousand Arms permitem até três integrantes em uma única batalha. Apesar disso, somente o personagem da frente consegue atacar o inimigo. Os outros dois personagens servem somente como apoio, utilizando magia.